# Rantajärvi (Pajala socken, Norrbotten)
Rantajärvi är en sjö i Pajala kommun i Norrbotten och ingår i Torneälvens huvudavrinningsområde. Sjön har en area på 0,252 kvadratkilometer och ligger 236 meter över havet.

## Delavrinningsområde
Rantajärvi ingår i det delavrinningsområde (754609-182185) som SMHI kallar för Mynnar i Muonioälvens vattendragsyta. Medelhöjden är 252 meter över havet och ytan är 67,05 kvadratkilometer. Det finns inga avrinningsområden uppströms utan avrinningsområdet är högsta punkten. Ranta-Puristajoki som avvattnar avrinningsområdet har biflödesordning 3, vilket innebär att vattnet flödar genom totalt 3 vattendrag innan det når havet efter 298 kilometer. Avrinningsområdet består mestadels av skog (74 procent) och sankmarker (23 procent). Avrinningsområdet har 0,48 kvadratkilometer vattenytor vilket ger det en sjöprocent på 0,7 procent.